# Frozen Bubble
 Frozen Bubble — вільна відеогра для GNU/Linux.
Написана на Perl та використовує бібліотеку Simple DirectMedia Layer (SDL).

Включає 100 етапів і редактор рівнів.
Мета гри: збити усі кульки, які знаходяться над пінгвіном. Пінгвін стріляє різнокольоровими кульками з гармати, при попаданні на групу з трьох або більше кульок того ж кольору, кульки падають донизу. Під час гри кульки, які знаходяться над пінгвіном, поступово зміщуються вниз, а досягнення ними нижньої межі ігрового поля означає програш. Повністю програти гру неможливо, можна лише програти окремий рівень — при цьому Ви починаєте його заново. Збереження, на відміну від багатьох інших ігор, відсутнє, можливий лише запис результатів.
Клавіші керування: вверх (вистрілити), вліво, вправо (повернути гармату), вниз (направити гармату вертикально вгору).

## Нагороди
- Best Free Game, from Linux Game Tome Awards[3]
- 2003 Readers' Choice: Favorite Linux Game, from Linux Journal[4]
- 2003 Editors' Choice: Game від Linux Journal[2][5]
- 2004 Readers' Choice: Favorite Linux Game від Linux Journal[6]
- 2005 Readers' Choice: Favorite Linux Game, from Linux Journal[7]
- 2008 Readers' Choice: Favorite Linux Game, from Linux Journal[8]